# 世界对抗网络系统

世界对抗网络系统（英語：World Opponent Network，简称WON）是一项在线服务。由雪乐山公司开发。WON用于反恐精英、命运战士等游戏中。
雪乐山在1999年购买了Havas公司和Cendant Software，并且获得了WON的控制权。2000年3月，Havas公司和WON.net结盟成为Flipside.com。Valve的游戏如半条命则继续使用这项服务。
2001年，Valve获得了由Flipside.com提供的WON的使用权，开始在Steam系统中加入WON。之后几年，Steam一直在测试，而WON也在继续使用中。
2004年7月31日Valve关闭了最后一个WON的服务器，官方宣布关闭整个WON系统。Valve所有的在线游戏都开始完全使用Steam系统。这个声明让一些反恐精英和半条命的玩家感觉非常沮丧，因为他们非常欣赏WON系统，他们认为WON的速度要比Steam好得多。
在关闭了WON之后，一些玩家继续使用加了补丁的游戏，这些游戏可以连接一个新版本的WON系统，叫做no-WON（或者WON2），这个系统可以让玩家连接到半条命的服务器，并且使用各种游戏模式（比如没有Steam限制的1.5版本反恐精英），就像WON没有关闭之前。
WON系统也有其自身的问题。一些玩家莫名其妙的就被服务器禁止进入。WON有时还会造成服务器的连接问题。